# Citrus × limonia
Il limandarino o limetta rossa (Citrus × limonia Osbeck) è un agrume, poco comune ma noto con diversi nomi (in Brasile: limão-rosa, limão-china e limão-vinagre; in Bangla-Desh: rangpur; in India: sharbati; in Cina: canton-lime; in Giappone: hime-lime, negli USA: mandarin-lime).

## Descrizione
È un arbusto spinoso, quasi spontaneo nelle montagne, nei pascoli o lungo le rive dei fiumi nella regione Centro-Ovest, Sud-est e nel Sud del Brasile. Arriva a 5-6 metri di altezza, le foglie sono verde intense e aromatiche; i fiori piccoli, profumati e ricercati dalle api.
Il frutto è rotondo, leggermente schiacciato, ma irregolare. La buccia, di colore verde-giallastro, o gialla, prende un colore arancio intenso una volta completata la maturazione, ma presenta macchie e un aspetto grossolano, suscettibile all'attacco dei funghi e dei batteri. La polpa è di aspetto sano generalmente, arancione, con succo abbondante, molto acido, saporito e ricco di vitamina C.

## Origine
La specie probabilmente è un ibrido tra il mandarino e il cedro, o tra il mandarino e il limone, probabilmente di origine indiana: è stato identificato da Joseph Dalton Hooker, ai piedi dell'Himalaia nella seconda metà del secolo XIX.

## Usi
Il succo di limandarino serve come condimento o come bibita rinfrescante, ma è poco commercializzato.
Le foglie sono usate come condimento.
Il limandarino è frequentemente usato come portinnesto, sfruttando le sue qualità di resistenza alla siccità e favorendo la produttività delle piante innestate.